# Chimerella mariaelenae
Espèce
Synonymes
- Centrolene mariaelenae Cisneros-Heredia & McDiarmid, 2006

Statut de conservation UICN

 LC  : Préoccupation mineure
Chimerella mariaelenae est une espèce d'amphibiens de la famille des Centrolenidae.

## Répartition
Cette espèce est endémique d'Équateur. Elle se rencontre dans les provinces de Napo, de Tungurahua, de Morona-Santiago et de Zamora-Chinchipe de 1 400 à 1 820 m d'altitude dans la cordillère Orientale.
Sa présence est incertaine en Colombie.

## Description
Le mâle holotype mesure 19 mm.

## Étymologie
Cette espèce est nommée en l'honneur de Maria Elena Heredia, la mère de Diego Francisco Cisneros-Heredia.

## Publication originale
- Cisneros-Heredia & McDiarmid, 2006 : A new species of the genus Centrolene (Amphibia: Anura: Centrolenidae) from Ecuador with comments on the taxonomy and biogeography of glassfrogs. Zootaxa, no 1244, p. 1-32 (texte intégral).